# 井上直樹 (経営学者)
井上 直樹（いのうえ なおき）は、日本の経営学者。学位は博士（先端マネジメント）（関西学院大学・2014年）。福知山公立大学 地域経営学部 地域経営学科 教授。専門は会計学、官庁会計など。

## 人物
大学卒業後、近畿通商産業局（現近畿経済産業局）で勤務。国家公務員として中小企業の支援を通じた地域振興、所管業界の監査、職員研修などを担当。その後、民間企業等でコンサルティング業務や、地方公務員として市役所で勤務。会計や経営に携わってきた経験を教育・研究活動に活かすため教職員の道に進んだ。

## 略歴
- 1992年4月 - 1997年9月、関西学院大学 文学部 英文学科卒業
- 2003年4月 - 2004年3月、関西学院大学大学院 商学研究科 博士課程前期課程 商学専攻修了
- 2008年9月 - 2014年9月、関西学院大学大学院経営戦略研究科 博士課程後期課程 先端マネジメント専攻修了（博士取得）
- 2015年9月 - 関西学院大学専門職大学院 経営戦略研究科 非常勤講師
- 2016年9月 - 2018年3月、福山大学 経済学部 税務会計学科 専任講師
- 2018年4月 - 2020年3月、福知山公立大学 地域経営学部 准教授
- 2020年11月 - 現在、関西学院大学 価値共創研究センター 客員研究員
- 2020年4月 - 福知山公立大学 地域経営学部 教授

## 所属学会
- 日本会計研究学会
- 大学行政管理学会
- 国際公会計学会
- 日本監査研究学会
- 日本内部統制研究学会

など